# Subortowicze
Subortowicze (lit. Subartonys) – wieś na Litwie, w okręgu olickim, w rejonie orańskim, w starostwie Merecz, 5 km na północ od Merecza; 61 mieszkańców (2012).
Od 1775 Subortowicze były gniazdem rodowym Karłowiczów. W Subortowiczach urodził się Jan Aleksander Karłowicz (1836) i Vincas Krėvė-Mickevičius (1882).